# Турова Людмила Олександрівна
Турова Людмила Олександрівна (нар. 1 травня 1980) -- українська вчена-генетик, нейрогенетик, перинатолог, нутрігенетик- дієтолог. Кандидат медичних наук, PhD.

## Біографія

### Освіта
Турова Людмила Олександрівна народилась 1 травня 1980 року.
У 1999 році здобула середню спеціальну освіту у КЗСОР “Глухівський фаховий медичний коледж”, отримавши диплом з відзнакою за спеціальністю фельдшер.
У 2005 році отримала ступінь спеціаліста у Сумському державному університеті.
У 2007 році здобула повну вищу освіту отримавши ступінь магістра медицини у Сумському державному університеті.
У 2010 році отримала ступінь кандидата медичних наук PhD за спеціальністю 14.01.10 Педіатрія.
У 2011 році здобула спеціалізацію «Медицинська генетика» в Харківському національному медичному університеті.
У 2014 році отримала другу вищу освіту за спеціальністю «Менеджмент інноваційної діяльності» у Сумському державному університеті.
У 2017 році отримала спеціалізацію «Дієтологія» у Національній медичній академії післядипломної освіти імені П.Л.Шупика.

### Професійна та наукова діяльність
З 2005 року бере участь у наукових конференціях різних рівнів.
З 2007 по 2015 рік асистент кафедри Педіатрії Сумського державного університету.
З 2015 по 2018 рік старший науковий співробітник кафедри Педіатрії Сумського державного університету.
З 2017 асистент Кафедри клінічної імунології та алергології з секцією медичної генетики Національного медичного університету імені О.О. Богомольця.
Загальна кількість публікацій наукового, навчально-методичного спрямування понад 9, з-поміж них навчально-методичний посібник, 4 патенти, автор і співавтор наукових праць і статтей у фахових журналах, науково-популярних виданнях.

### Громадська діяльність
Член наукової редколегії наукових фахових українських видань ("Чоловіче здоров’я, гендерна та психосоматична медицина", "Актуальні проблеми нефрології").
19 листопада 2019 року Людмила Турова відкрила власний канал на youtube де розповідає про генетику, науку та дієтологію.
З 2021 року співпрацює з Громадським радіо і є гостем його програм.
Виступає експертом у телепередачах «Ранок з Інтером» на телеканалі «Інтер», "Про що мовчить жінка з Оксаною Байрак" та «Таємниці ДНК» на телеканалі СТБ.

## Публікації
Турова Л.О. – автор понад 90 наукових праць та чотирьох патентів.

### Підручники та посібники
Владимиров О.А., Владимирова Н.І., Турова Л.О., Знаменська Т.К., Коваленко Т.М., Клець Т.Д., Кобаса О.Д. Поетапна підготовка вагітних до пологів та усвідомлення материнства : навчальний посібник. – К.: КІМ, 2014. — 56 с. ISBN 978-617-628-033-0

### Статті
- Клименко Т.М. Особливості вмісту та балансу марганцю, кобальту та хрому у доношених новонароджених із перинатальними гіпоксичними ураженнями ЦНС / Клименко Т.М., Маркевич В.Е., Тарасова І.В., Турова Л.О. // Сучасна педіатрія : науково-практичний педіатричний журнал. - 2012. - № 7 (47). - С.61-64. - ISSN 1992-5913.
- Турова Л.О. Особливості вмісту заліза та цинку у різних біосередовищах організму новонароджених із перинатальною патологією / Турова Л.О., Клименко Т.М., Маркевич В.Е., Тарасова І.В. // Перинатология и педиатрия : научно - практический журнал. – 2012. - № 2 (50). – С.60-64. - ISSN 1992-5891.
- Тарасова И. В. Содержание кобальта, никеля и свинца в системе мать плацента плод у детей с перинатальным гипоксическим поражением центральной нервной системы / Тарасова И. В., Турова Л. А., Касян С. Н., Романовская А. А. // Актуальные проблемы медицины. - 2014. - №24 (195). - ISSN 2687-0940.
- Turova L.A. Peculiarities of psychoemotional state of pregnant women considering their readiness for motherhood and its correction through SPA therapy / Turova L.A., Vladimirov O.A., Vladimirova N.I., Horobchenko N.G. // New Armenian Medical Journal. - 2015. - № 9(3). - P. 18–23. - ISSN 2330-4316.
- Турова Л.О. Случай постнатально диагностированной гематомы пуповины / Турова Л.О., Овечкин Д.В., Шевченко М.Ю. // Вопросы практической педиатрии. - 2016. - №1. - С. 77-80. - ISSN 1817-7646.
- Tarasova I.V. Prediction of the development of anaemia in newborns with perinatal hypoxic injury of the CNS under the conditions of trace element imbalance / Tarasova I.V., Klimenko T.M., Petrashenko V.A., Markevich V.E., Turova L.A., Mal’tseva A.S. // Voprosy praktičeskoj pediatrii. - 2016. - № 1. - Р. 13-18. - ISSN 1817-7646.
- Турова Л.A. Инновационные особенности НИПТ в эру молекулярных технологий // З турботою про жінку : науково-практичний журнал для акушерів-гінекологів. - 2017. - №7 (82). - С. 52-55. -  ISSN 2708-1052.
- Турова Л. О. Медико-генетичне консультування в клінічній практиці лікаря-андрололога /  Турова Л. О., Курченко А. І. // Чоловіче здоров'я, гендерна та психосоматична медицина. - 2020. - № 1-2. - С. 39-49. - ISSN 2413-8843.
- Турова Л. О. Медико-генетичне консультування в клінічній практиці акушера-гінеколога / Турова Л. О., Курченко А. I. // Акушерство. Гінекологія. Генетика. - 2020. - Т. 6, № 2. - С. 86-94. - ISSN 2413-550X.

### Патенти
- Спосіб лікування мікроелементозів у новонароджених дітей із затримкою внутрішньоутробного розвитку: пат. 61773 Україна: А61К 31/375 (2006.01), А61К 33/26 (2006.01) / Турова Л.О., Маркевич В.Е.; Сумський державний університет. – № u 2011 00959; заявл. 28.01.2011; опубл. 25.07.2011, Бюл.№14. - 4 с.
- Спосіб прогнозування затримки внутрішньоутробного розвитку плода на різних термінах вагітності у жінок: пат 62335 Україна: А61Р 31/00 / Турова Л.О., Маркевич В.Е., Логвин А.В.; Сумський державний університет. – № u 2011 01066; заявл. 31.01.2011; опубл. 25.08.2011, Бюл.№16. - 3 с.
- Спосіб комплексного визначення вмісту мікроелементів у біосередовищах новонароджених дітей різного гестаційного віку та з різними видами перинатальної патології: пат. 78502 Україна: G01N 33/48 (2006.01) / Тарасова І.В., Турова Л.О., Клименко Т.М., Маркевич В.Е.,  Сікора В.З., Погорєлов М.В.; Сумський державний університет. - № u 2012 09330; заявл. 30.07.12; опубл. 25.03.2013, Бюл. № 6. - 7 с.
- Спосіб прогнозування розвитку ранньої анемії у новонароджених із перинатальними гіпоксичними ураженнями центральної нервової системи (цнс) за умов мікроелементозу: пат. 94344 Україна: G01N 33/49 (2006.01) / Тарасова І.В., Турова Л.О.; Сумський державний університет. — № u 2014 05785 ; заявл. 29.05.2014 ; опубл. 10.11.2014, Бюл. № 21. - 9 с.